# Protapanteles vallatae
Protapanteles vallatae är en stekelart som först beskrevs av Watanabe 1934.  Protapanteles vallatae ingår i släktet Protapanteles och familjen bracksteklar. Inga underarter finns listade i Catalogue of Life.